# La Faye
La Faye é uma comuna francesa na região administrativa da Nova Aquitânia, no departamento de Charente. Estende-se por uma área de 13,44 km². Em 2010 a comuna tinha 588 habitantes (densidade: 43,8 hab./km²).